# Chestermere
Chestermere is een stad (city) in de Canadese provincie Alberta en telt 21.425 inwoners (2021).